# Rue de Suez
La rue de Suez est une voie du 18e arrondissement de Paris, en France.

## Situation et accès
La rue de Suez est une voie publique située dans le 18e arrondissement de Paris. Elle débute au 1, rue de Panama et se termine au 24, rue des Poissonniers.

## Origine du nom
Elle porte ce nom en souvenir du percement du canal de Suez dont les travaux ont duré de 1859 à 1869.

## Historique
En 1860, la Compagnie générale des omnibus rachète la fabrique de machine à vapeur d'Antoine Pauwels pour y établir un dépôt de véhicules, des écuries pour les chevaux, ainsi que des bureaux. Après le transfert de ces activités rue Pajol, ce terrain est vendu pour former un lotissement. Deux rues (la rue de Panama et la rue de Suez) sont ouvertes en 1884. Elles prennent leurs noms par un arrêté du 30 août de la même année. La rue est classée dans la voirie parisienne par un décret du 17 février 1885.
Le 15 septembre 1918, durant la Première Guerre mondiale, une bombe explose sur le no 7 rue de Suez, lors d'un raid effectué par des avions allemands.

## Bâtiments remarquables et lieux de mémoire
- No 9 : Eugène Dabit y vécut un temps de sa jeune enfance.

## Aménagements
Lors du budget participatif de 2019, le projet d'implanter des arbres a été initié par une habitante du 4 rue de Suez et soumis au vote. Ce projet a été retenu est réalisé par la mairie de Paris en 2023.